# Boljunčica
Boljunčica je potok (rječica) i najznačajniji vodotok u sjeveroistočnom dijelu Istre dužine oko 33 km i toka pretežito u smjeru sjever - jug. Porječje Boljunčice je površine oko 150 km2.
Izvire južno od Lupoglava kod sela Lesišćine (Španjerija), na izvorištu koje je rašireno na nekoliko km2 s više izvora i bujičnih potoka i na visini od 350 m n/v. Nakon desetak kilometara toka na južnom dijelu Boljunskog polja s lijeve strane se pridružuje Rušanski potok koji sa sobom nosi vode cijelog niza bujičnih tokova s obronaka Učke. Spajanje tih potoka se događa na 90 m n/v a nakon toga korito Boljunčice ulazi u kanjonski tjesnac gdje je 1970. godine sagrađena lučna betonska brana Letaj visine 35 m i širine 90 m, koja tvori akumulaciju od 6,5 milijuna m3. Brana se nalazi sjevernije od Čepićkog polja te štiti od poplava oko 2000 ha obradivih površina. 
Boljunčica ulazi u prostranu dolinu Čepićkog polja (nekad Čepićkog jezera) koje je duljine 8 km i prosječne širine 3 km a pruža se od sjevera prema jugu.  Na početku polja Boljunčica je na 50 m n/v a na kraju polja na 22 m n/v. Čepićko polje je meliorirano i kanale za navodnjavanje puni upravo Boljunčica. Višak voda se ispušta odvodnim tunelom duljine 4250 m (sagrađen 1932.g. radi isušivanja Čepićkog jezera) u more Plominskog zaljeva.
Uvjetno Boljunčicu možemo ubrajati u ponornice jer prema stručnim mišljenjima na najjužnijem dijelu Čepićkog polja nekada je bio prirodni ponor a sada je umjetni tunel. Jedino u ekstremnim i vrlo rijetkim situacijama vode Boljunćice bi se mogle spojiti s vodama rijeke Raše. Između ta dva vodotoka je oko 3 km udaljenosti i vode Boljučice bi morale prijeći točku od 25 m n/v.

## Vanjske poveznice
- U.; Istrapedia, Boljunčica
- S. Božičević; Istrapedia, Čepićko polje